# David Easton
Pour les articles homonymes, voir Easton.
David Easton, né le 24 juin 1917 à Toronto au Canada, et mort le 19 juillet 2014 à 97 ans, est un politologue canadien notamment connu pour son œuvre The Political System, qui établit les bases de la théorie systémique en sciences politiques. Il est également connu pour avoir défini la politique comme une "authoritative allocation of values", que l'on peut traduire par "répartition autoritaire des valeurs".

## Biographie
Easton est diplômé de l'Université de Toronto, a reçu son Ph.D. à Harvard en 1947 et a commencé sa carrière au département de sciences politiques de l'Université de Chicago la même année. Considéré comme l'un des plus importants acteurs de l'étude académique de la politique, il a également été président de l'Association des sciences politiques américaine et vice-président de l'Académie américaine des arts et des sciences. Il s'est particulièrement impliqué dans l'élaboration d'une approche analytique des systèmes politiques. Ces dernières années, il en a notamment étudié les contraintes structurelles, travaillant au département de sciences politiques de l'université de Californie à Irvine jusqu'à son décès. Il est un des premiers analystes politiques à avoir considéré l'étude de la politique comme étant une science, au même titre que la physique ou l'économie. D'ailleurs, il appartenait au mouvement du "behaviouralism" (comportementalisme), qui se rapporte à l'étude observable et mesurable du comportement humain.